# Divizia Națională 2021-22
La Divizia Națională 2021-22 fue la edición número 31 de la Divizia Națională. La temporada comenzó el 1 de julio de 2021 y terminó el 14 de mayo de 2022.

## Sistema de disputa
Los 8 equipos disputaron en sistema de todos contra todos 4 veces totalizando 28 partidos cada uno. Al término de la temporada el equipo que consiguió más puntos fue el campeón y clasificó a la Primera ronda de la Liga de Campeones 2022-23. Los ubicados en la segunda y tercera posición clasificaron a la Primera ronda de la Liga Europa Conferencia 2022-23. Por otro lado el último clasificado descendió a la Divizia A 2022-23, mientras que el penúltimo clasificado jugará el play-off por la permanencia contra el subcampeón de la Divizia A 2021-22.

## Equipos participantes
| Equipo            | Ciudad   | Estadio                     | Capacidad |
| ----------------- | -------- | --------------------------- | --------- |
| Bălți             | Bălți    | Estadio Orăşenesc           | 4000      |
| Dinamo Tiraspol   | Tiráspol | Estadio Dinamo-Auto         | 3.525     |
| Florești          | Florești | Stadionul Izvoare           | 1.000     |
| Milsami Orhei     | Orhei    | Complejo Deportivo de Orhei | 2.539     |
| Petrocub Hîncești | Hîncești | Stadionul Municipal         | 1.500     |
| Sfîntul Gheorghe  | Suruceni | Estadio Suruceni            | 1.000     |
| Sheriff Tiraspol  | Tiráspol | Estadio Sheriff             | 13.460    |
| Zimbru Chișinău   | Chisináu | Estadio Zimbru              | 10.500    |

### Ascensos y descensos
| Pos. | Ascendidos de Divizia A 2020-21 |
| ---- | ------------------------------- |
| 1    | Bălți                           |

| Pos. | Descendidos de División Nacional 2020-21 |
| ---- | ---------------------------------------- |
| 5    | Dacia Buiucani                           |
| 9    | Speranța Nisporeni                       |
| 10   | Codru Lozova                             |

## Tabla de posiciones
| Pos. | Equipo               | Pts. | PJ | G  | E | P  | GF | GC | Dif. | Clasificación 2022-23                          |
| ---- | -------------------- | ---- | -- | -- | - | -- | -- | -- | ---- | ---------------------------------------------- |
| 1    | Sheriff Tiraspol (C) | 70   | 28 | 22 | 4 | 2  | 75 | 8  | +67  | Primera ronda de la Liga de Campeones          |
| 2    | Petrocub-Hîncești    | 64   | 28 | 20 | 4 | 4  | 62 | 20 | +42  | Primera Ronda de la Liga de Conferencia Europa |
| 3    | Milsami Orhei        | 51   | 28 | 15 | 6 | 7  | 50 | 31 | +19  | Primera Ronda de la Liga de Conferencia Europa |
| 4    | Sfîntul Gheorghe     | 38   | 28 | 10 | 8 | 10 | 38 | 39 | −1   | Primera Ronda de la Liga de Conferencia Europa |
| 5    | Bălți                | 36   | 28 | 11 | 3 | 14 | 39 | 39 | 0    |                                                |
| 6    | Dinamo-Auto          | 32   | 28 | 9  | 5 | 14 | 35 | 72 | −37  |                                                |
| 7    | Zimbru Chișinău (O)  | 27   | 28 | 7  | 6 | 15 | 32 | 46 | −14  | Play-off por la permanencia                    |
| 8    | Florești (D)         | −6   | 28 | 0  | 0 | 28 | 12 | 88 | −76  | Desciende a Divizia A 2022-23                  |

 Fuente: Soccerway
Notas:
1. ↑  Florești comenzó con −6 puntos por amaño de partidos.
2. ↑  El 17 de enero de 2022, Florești fue excluido de la competencia y relegado a la liga de segundo nivel para la próxima temporada. Los 9 partidos restantes se otorgan 0-3 contra ellos.[2][3]

## Tabla de resultados cruzados
| Local \ Visitante | BăL | DIN | FLO | MIL | PET | SFÎ | SHE | ZIM |
| ----------------- | --- | --- | --- | --- | --- | --- | --- | --- |
| Bălți             | —   |     |     |     |     |     |     |     |
| Dinamo Tiraspol   |     | —   |     |     |     |     |     |     |
| Florești          |     |     | —   |     |     |     |     |     |
| Milsami Orhei     |     |     |     | —   |     |     |     |     |
| Petrocub-Hîncești |     |     |     |     | —   |     |     |     |
| Sfîntul Gheorghe  |     |     |     |     |     | —   |     |     |
| Sheriff Tiraspol  |     |     |     |     |     |     | —   |     |
| Zimbru Chișinău   |     |     |     |     |     |     |     | —   |

| Local \ Visitante | BăL | DIN | FLO | MIL | PET | SFÎ | SHE | ZIM |
| ----------------- | --- | --- | --- | --- | --- | --- | --- | --- |
| Bălți             | —   |     |     |     |     |     |     |     |
| Dinamo Tiraspol   |     | —   |     |     |     |     |     |     |
| Florești          |     |     | —   |     |     |     |     |     |
| Milsami Orhei     |     |     |     | —   |     |     |     |     |
| Petrocub-Hîncești |     |     |     |     | —   |     |     |     |
| Sfîntul Gheorghe  |     |     |     |     |     | —   |     |     |
| Sheriff Tiraspol  |     |     |     |     |     |     | —   |     |
| Zimbru Chișinău   |     |     |     |     |     |     |     | —   |

## Goleadores
- Actualizado el 14 de mayo de 2022.

| Rank | Jugador              | Club              | Goles |
| ---- | -------------------- | ----------------- | ----- |
| 1    | Vladimir Ambros      | Petrocub Hîncești | 17    |
| 2    | Sergiu Istrati       | Milsami Orhei     | 15    |
| 3    | Momo Yansané         | Sheriff Tiraspol  | 11    |
| 3    | Mihail Plătică       | Petrocub Hîncești | 11    |
| 5    | Adama Malouda Traoré | Sheriff Tiraspol  | 8     |
| 5    | Emmanuel Alaribe     | Bălți             | 8     |

## Play off de promoción y descenso
El play off de promoción y descenso se jugó el 26 de mayo. El ganador jugará la Superliga de Moldavia 2022-23 y el perdedor jugará la Liga 1 de Moldavia 2022-23.
| 26 de mayo de 2022, 13:00 | Zimbru Chișinău  | 1:0 (1:0) | Spartanii Selemet | Stadionul Municipal, Hîncești |  |
|                           | Olávio Gomes 17' | Reporte   |                   |                               |  |